# 1990年1月逝世人物列表
1990年逝世人物列表：1月 - 2月 - 3月 - 4月 - 5月 - 6月 - 7月 - 8月 - 9月 - 10月 - 11月 - 12月
1990年1月逝世人物列表，是用於匯總1990年1月期間逝世人物的列表。

## 依日期排序

### 1日
- Arundhati Devi，65歲，印度女演員、導演和歌手。
- 卡門·希爾，94歲，美國棒球運動員。[1]
- 小喬·哈德斯塔夫，78歲，英國板球運動員。[2]
- 派翠克·凱利，35歲，美國時裝設計師，愛滋病患者。[3]
- 恩斯特·庫佐拉，84歲，德國足球運動員。[4]
- Niyazi Sel，81歲，土耳其足球運動員。[5]
- T. B. Simatupang，69歲，印尼國家武裝部隊參謀長。
- 詹姆斯·伍德，65歲，美國航空工程師和宇航員。

### 2日
- Lawrence Alloway，63歲，英裔美國藝術評論家，心臟驟停。[6]
- Evangelos Averoff，79歲，希臘右翼政治家和作家，心臟病發作。[7]
- 比爾·貝克曼，82歲，美國棒球運動員。[8]
- 達利·鄧肯，80歲，蘇格蘭足球運動員。[9]
- 小艾倫·黑爾（Alan Hale， Jr.），68歲，美國演員（《吉利根島》《Hang 'Em High》《Casey Jones》），胸腺癌。[10]
- 萊昂哈德·梅爾津，55歲，蘇聯演員。
- 雷金納德·佩吉特，北安普頓男爵佩吉特，81歲，英國政治家。[11]
- T. R. Raghunath，77歲，印度電影導演。
- Ben Reifel，83歲，美國政治家，美國眾議院議員（1961-1971），癌症。[12]
- 瑪麗安·夏普（Marianne C. Sharp），88歲，美國摩門教慈善活動家。[13]
- 弗拉基米爾·烏薩切夫斯基，78歲，蘇聯裔美國作曲家。[14]

### 3日
- 洛林·博特納，88歲，美國神學家。
- Mauro Cía，70歲，阿根廷拳擊手和演員。[15]
- 魯本·鐘斯，57歲，英國馬術騎手和奧運選手。[16]
- 約瑟夫·洛夫特斯，82歲，美國記者，中風。[17]
- Peter van Steeden，85歲，荷蘭裔美國作曲家。[18]
- 威廉·威爾斯，81歲，英國政治家。
- Bandara Wijethunga，50歲，斯裡蘭卡作家。

### 4日
- 羅伯特·亞當斯，56歲，美國科幻小說和奇幻作家。
- 莉迪亞·比爾布魯克，101歲，英國女演員。
- 亨利·博爾特，81歲，澳大利亞政治家。[19]
- 阿爾貝托·勒拉斯·卡馬戈，83歲，哥倫比亞政治家，總統（1958-1962）。[20]
- 哈羅德·尤金·埃哲頓，86歲，美國電氣工程師和學者。[21]
- 邦妮·霍林斯沃思，94歲，美國棒球運動員。[22]
- 弗洛里內爾·莫頓，85歲，美國圖書管理員。
- 鮑裡斯·尼科爾斯基，89歲，蘇聯化學家。
- 奧拉夫·烏辛，82歲，丹麥演員。[23]
- 維姆·沃爾克斯，90歲，荷蘭足球運動員。
- 阿爾弗雷德·邁克爾·沃森，81歲，美國羅馬天主教主教。

### 5日
- 艾倫·漢德利，77歲，美國電視製片人，心臟病發作。[24]
- Lola Iturbe，87歲，西班牙工會會員、活動家和記者。[25]
- 亞瑟·甘迺迪，75歲，美國演員[26]
- 巴特爾·拉魯，57歲，美國演員。
- Kléber Piot，69歲，法國自行車賽車手。[27]
- 羅伯特·雷伯恩，74歲，美國學者和神學家，癌症。
- 雅羅斯拉夫·羅斯勒，87歲，捷克斯洛伐克攝影師。[28]
- Genrikh Sidorenkov，58歲，俄羅斯冰球運動員。[29]

### 6日
- Gordon Aitchison，80歲，加拿大籃球運動員。
- 沃爾特·安德森，92歲，美國棒球運動員。[30]
- 浅井正，54歲，日本摔跤運動員和奧運選手。[31]
- 伊恩·查理斯森，40歲，蘇格蘭演員[32]
- 帕维尔·阿列克谢耶维奇·切连科夫，85歲，蘇聯物理學家，諾貝爾獎獲得者（1958年）。[33]
- 彼得·庫克森，76歲，美國演員，骨癌。[34]
- 漢斯·賈雷，83歲，奧地利演員和劇作家。[35]
- 傑拉爾德·曼恩，82歲，美式足球運動員。
- 索菲·皮卡德，85歲，俄裔瑞士數學家。[36]
- 傑克·韋伯，71歲，美國籃球運動員。[37]
- 約翰·庫爾森，英國化學工程學者

### 7日
- 塔德乌什·布热津斯基，93歲，波蘭裔加拿大外交官，肺炎。[38]
- 埃羅·博克，79歲，芬蘭棋手。
- 愛德華·恩尼斯，82歲，美國民權律師，糖尿病。[39]
- 加德納男爵傑拉爾德·加德納，89歲，英國政治家。.[40]
- 羅斯·庫什納，60歲，美國記者，乳腺癌。[41]
- Avraham Abba Leifer，71歲，羅馬尼亞裔美國裔以色列拉比。
- Bronko Nagurski，81歲，加拿大裔美式足球運動員，心臟驟停。[42]
- 喬·羅比，73歲，美國政治家和橄欖球高管。[43]
- 哈裡·L·夏皮羅，87歲，美國人類學家。[44]
- 納普亞·史蒂文斯，71歲，美國藝人。
- 霍勒斯·斯通漢姆，86歲，美國棒球主管。[45]
- 約翰娜·特普弗，60歲，德國政治家，自殺。

### 8日
- 喬治·奧爾德，70歲，美國音樂家，肺癌。[46]
- 馬里奧·布里尼奧利，87歲，義大利奧運會競走運動員（1936年）。[47]
- 巴伐利亞王子約瑟夫克萊門斯，87歲，德國皇室和藝術史學家。
- Jaime Gil de Biedma，60歲，西班牙詩人，愛滋病。[48]
- Paul A. Kennon，55歲，美國建築師，心臟病發作。[49]
- 伯納德·克裡格斯坦，70歲，美國藝術家。[50]
- 雷蒙德·克魯格，65歲，法國足球運動員。[51]
- 約翰尼·西爾維斯特，74歲，美國商人。
- 特裡-湯瑪斯，78歲，英國喜劇演員和演員（這是一個瘋狂，瘋狂，瘋狂，瘋狂的世界，羅賓漢，單身漢公寓），帕金森病。

### 9日
- 保羅·鮑爾，93歲，德國詩人。
- 羅傑·鮑爾，86歲，英國士兵。
- 北卡洛威，41歲，美國演員（芝麻街），被毆打，心血管疾病。[52]
- 史巴德·錢德勒，82歲，美國棒球運動員。[53]
- 羅斯瑪麗·克勞森，82歲，德國攝影師。[54]
- 吉姆·吉列，72歲，美式足球運動員。[55]
- 魯弗斯·梅斯，42歲，美式橄欖球運動員，細菌性腦膜炎。[56]
- 愛德華·麥克蒂爾南，97歲，澳大利亞政治家和法官。
- 小馬斯頓·奧尼爾，82歲，美國政治家，美國眾議院議員（1965-1971）。[57]
- 巴西利奥·奥拉拉-奥凯洛，60-61歲，烏干達士兵和政治家，總統（1985年）。
- 施洛莫·派因斯，81歲，法裔以色列神學家。[58]
- 羅伯特·B·皮里，84歲，美國海軍上將。[59]
- 塞瑪律·蘇雷亞，58-59歲，土耳其詩人，糖尿病。

### 10日
- 約翰·本納姆，89歲，英國運動員。[60]
- 朱麗葉·貝爾托，42歲，法國女演員，乳腺癌。[61]
- 米諾·格雷尼，62歲，義大利電影導演。[62]
- 栃錦清隆，64歲，日本相撲選手，中風。
- 吉恩·菲力浦斯，74歲，美國音樂家。[63]
- Liesel Schuch，98歲，德國歌手。[64]
- 奧托·魏丁格，75歲，二戰期間德國納粹黨衛軍上級元首。
- 萊爾·R·惠勒，84歲，美國藝術總監
- 赫伯特·威廉斯，81歲，美國水手和奧運冠軍。[65]

### 11日
- 卡羅琳·海伍德，92歲，美國兒童作家和插畫家。[66]
- 厄爾·詹森，84歲，美國陸軍副部長。[67]
- 伊赫桑·阿卜杜勒·庫杜斯，71歲，埃及記者、小說家和短篇小說作家，中風。[68]
- Kittens Reichert，79歲，美國女演員。[69]
- 何塞·路易士·加西亞·特雷德，53歲，西班牙足球運動員，手術併發症。

### 12日
- 小約瑟夫·西爾·克拉克，88歲，美國政治家，美國參議院議員（1957-1969）。[70]
- 约翰·汉森，65歲，丹麥足球運動員。[71]
- 拉爾夫·海基寧，72歲，美式足球運動員。
- 勞倫斯·J·彼得，70歲，加拿大裔美國教育家，中風。[72]
- 保羅·皮斯克，96歲，奧地利裔美國作曲家。[73]

### 13日
- 加斯頓·克魯內爾，91歲，法國長笛演奏家。
- 弗朗西斯科·霍爾馬扎巴爾，69歲，智利足球運動員和經理。
- 羅伊·賈維斯，63歲，美國棒球運動員。[74]
- Jenő Kalmár，81歲，匈牙利足球運動員。
- Avraham Ofek，54歲，保加利亞-以色列藝術家。[75]
- 皮埃爾·帕斯卡，80歲，法國詩人和翻譯家。
- 格哈德·斯特姆伯格，49歲，奧地利足球運動員。[76]

### 14日
- 露絲·邦澤爾，91歲，美國人類學家。[77]
- Sten-Åke Cederhök，76歲，瑞典演員。
- 薩布里·迪諾，48歲，土耳其足球運動員，自殺。[78]
- 印第安·愛德華茲，94歲，美國記者。[79]
- Ken Kilrea，70歲，加拿大冰球運動員。[80]
- 羅莎琳德·彼特-里弗斯，82歲，英國生物化學家。
- 安諾·史密斯，74歲，荷蘭藝術家。[81]
- 詹姆斯·亞瑟·威廉姆斯，59歲，美國古董商，心力衰竭。
- 約翰·威蒂，74歲，英國影視演員。

### 15日
- 比爾·奧爾本斯，64歲，美國奧林匹克運動員（1948年，1952年）。[82]
- Mani Madhava Chakyar，90歲，印度行為藝術家和梵文學者。[83]
- 布雷納德·切尼，89歲，美國作家。[84]
- R. R. Diwakar，95歲，印度政治家和作家。[85]
- 弗朗齐歇克·道达，81歲，捷克斯洛伐克奧運會鉛球運動員（1932年）。
- 戈登·傑克遜，66歲，蘇格蘭演員[86]
- Donold Lourie，90歲，美國商人和足球運動員。
- Fred Mundee，76歲，美式足球運動員。[87]
- 威廉·奧尼爾，40歲，美國聯邦調查局黑豹黨線人
- Peggy van Praagh，79歲，英裔澳大利亞芭蕾舞演員和編舞家。[88]

### 16日
- 伊芙·巴爾福夫人，91歲，英國農民和有機農業先驅。
- 比爾·希頓，71歲，英格蘭足球運動員。[89]
- 克拉倫斯·賈內切克，78歲，美國橄欖球運動員。[90]
- 羅伯特·拉馬丁，54歲，法國足球運動員。[91]
- 厄爾·奈勒，70歲，美國棒球運動員。[92]
- Jean Saint-Fort Paillard，76歲，法國馬術和奧運冠軍。[93]
- 拉斯金·斯皮爾，78歲，英國畫家。[94]

### 17日
- 安德列亞斯·奧利，92歲，挪威法學家。
- 弗里茨·布羅克西珀，77歲，德國音樂家。[95]
- 丹尼·伯格，56歲，南非奧運跨欄運動員（1956年）。[96]
- 安娜·阿諾德·赫奇曼，90歲，美國民權活動家。[97]
- 查理斯·赫努，66歲，法國政治家。[98]
- 安德列·莫裡斯，89歲，法國政治家。[99]
- 萊昂·莫查納，89歲，法國數學家。
- 西蒙·尼科爾森，55歲，英國藝術家。
- Y. C. James Yen，96歲，中國教育家和召集人，肺炎患者。[100]

### 18日
- Melanie Appleby，23歲，英國歌手，肺炎。[101]
- 金昌熙，68歲，韓國舉重運動員和奧運獎牌得主。
- Rusty Hamer，42歲，美國演員，中彈自殺。[102]
- 愛德華·伊紮克，98歲，美國政治家，美國眾議院議員（1937-1947），心力衰竭。[103]
- 坎迪·鐘斯，64歲，美國模特和廣播員，癌症。[104]
- 伊萬·麥肯齊·蘭姆，78歲，英國探險家和植物學家，ALS。

### 19日
- 卡洛·巴尼奧，69歲，義大利演員。
- 皮埃爾·巴比澤，67歲，法國鋼琴家。[105]
- Viña Delmar，86歲，美國小說家、劇作家和編劇。[106]
- 亞瑟·戈德堡，81歲，美國法官和外交官，心力衰竭。[107]
- 莫夫塞斯·高爾吉相，28歲，蘇聯亞美尼亞獨立活動家和士兵，在戰鬥中陣亡。
- Aldo Gucci，84歲，義大利商人（Gucci），前列腺癌。[108]
- 邁爾斯·霍頓，84歲，美國教育家，腦瘤。[109]
- 亞歷山大·佩切爾斯基，80歲，蘇聯士兵和人道主義者。
- Rajneesh，58歲，印度神秘主義者，心力衰竭。[110]
- 阿爾貝托·森普里尼，81歲，英國鋼琴家，阿爾茨海默病。
- Maharram Seyidov，37歲，蘇聯亞塞拜然士兵，在戰鬥中陣亡。
- 赫伯特·韋納，83歲，德國政治家，糖尿病。[111]
- J·歐內斯特·沃頓，90歲，美國政治家，美國眾議院議員（1951-1965）。[112]

### 20日
- 傑克·阿克賴特，87歲，英國橄欖球運動員。
- 克勞德·奧克雷爾，46歲，法國漫畫家。[113]
- 羅伯特·多寧頓，82歲，英國音樂學家。[114]
- Hayedeh，47歲，伊朗歌手，心臟病發作。
- 東國德彥親王，102歲，日本皇室和政治家，首相（1945年），心力衰竭。[115]
- 休·羅斯，91歲，美國合唱指揮。[116]
- 芭芭拉·斯坦威克，82歲，美國女演員[117]
- 費爾南德·范德諾特，87歲，法國奧運賽艇運動員（1932年，1936年）。 [118]

### 21日
- 阿斯比約恩·布萊恩，83歲，二戰期間挪威員警和抵抗組織成員。
- 弗蘭克·格瓦西，81歲，美國作家和外國記者，中風。[119]
- 特魯德·弗萊施曼，94歲，奧地利出生的美國攝影師。[120]
- 派翠克·穆裡根，77歲，愛爾蘭羅馬天主教主教。
- 馬克·薩格登，87歲，愛爾蘭橄欖球運動員。

### 22日
- Gordon Buehrig，85歲，美國汽車設計師。[121]
- 喬治·卡普羅尼，78歲，義大利作家。[122]
- 詹姆斯·戴森，75歲，英國物理學家。[123]
- 比爾·費拉爾，96歲，英國數學家。
- 卡爾·弗蘭肯斯坦，84歲，德裔以色列教育家。[124]
- 赫爾穆特·克勞斯尼克，84歲，德國歷史學家和作家。[125]
- 馬里亞諾·魯莫爾，74歲，義大利政治家，總理（1968-1970，1973-1974），心臟病發作。[126]
- 何塞·薩洛蒙，73歲，阿根廷足球運動員。
- Roman Vishniac，92歲，俄裔德裔美國攝影師，結腸癌。[127]

### 23日
- 巴茲·波爾，78歲，加拿大冰球運動員。
- 克拉倫斯·布魯斯，65歲，美國棒球運動員。[128]
- 艾倫·柯林斯，37歲，美國音樂家（Lynyrd Skynyrd），肺炎。[129]
- 威廉·多姆斯，82歲，二戰期間德國U艇指揮官。
- 傑拉爾德·吉布斯，82歲，英國電影攝影師。[130]
- Nikolaus Hofreiter，85歲，奧地利數學家。[131]
- 查理·尤金·約翰斯，84歲，美國政治家，佛羅里達州州長（1953-1955）。[132]
- 德里克·羅伊爾，61歲，英國演員，癌症。

### 24日
- Madge Bellamy，90歲，美國女演員，心力衰竭。[133]
- 約翰·布萊金，61歲，英國人類學家。
- 黑爾加·格瑙爾，60歲，奧地利奧運會擊劍運動員（1960年）。[134]
- 薩克森-科堡和哥達-科哈裡的特蕾莎·克莉絲蒂娜公主，87歲，德國皇室成員。
- 格裡·詹森，71歲，美國女演員和電視節目主持人。[135]
- 穆罕默德·朱曼，54歲，巴基斯坦音樂家。
- 薩迪亞·科巴希，86歲，以色列葉門猶太社區領袖。
- 阿拉肯·帕圖斯卡，84歲，巴西足球運動員。
- Shantilal C. Sheth，77歲，印度兒科醫生和學者。

### 25日
- 達馬索·阿隆索，91歲，西班牙詩人和文學評論家。[136]
- 艾娃·加德納，67歲，美國女演員[137]
- 愛德華·C·格利德，73歲，美國空軍軍官（塔斯基吉飛行員）。
- 米洛什·赫拉茲迪拉，44歲，捷克斯洛伐克自行車賽車手和奧運選手。[138]
- 約瑟夫·列儂，56歲，愛爾蘭政治家。
- 亞歷山大·洛克伍德，87歲，美國演員。[139]
- 喬治·曼塔，82歲，加拿大冰球運動員。[140]
- 約翰·麥克雷，98歲，第一次世界大戰和第二次世界大戰期間的美國海軍軍官，肺炎。[141]
- 安迪·普普利斯，74歲，美式足球運動員。[142]
- 約翰·拉姆齊，62歲，美國體育播音員，心臟病發作。

### 26日
- 東久邇宮稔彥王，104歲，日本第43任首相，唯一皇族首相。
- 多多·阿巴希澤，65歲，蘇聯演員和電影導演。
- 哈爾·卓普，75歲，美國社會主義活動家，肺炎。[143]
- 路易斯·加恩斯沃西，67-68歲，加拿大聖公會主教。[144]
- 鮑勃·傑拉德，76歲，英國賽車手。
- 托尼尼奧·格雷羅，47歲，巴西足球運動員，中風。[145]
- 米洛斯拉夫·伊斯特萬，61歲，捷克斯洛伐克作曲家。[146]
- 內德·米勒，90歲，美國詞曲作者、作曲家和演員。.[147]
- 路易斯·芒福德，94歲，美國歷史學家。[148]
- 菲力浦·尼科爾斯，82歲，美國法官，心臟病發作。[149]
- 男孩特裡普，68歲，荷蘭政治家。[150]

### 27日
- Miklós Borsos，83歲，匈牙利雕塑家。[151]
- 皮特·科德，71歲，英國語言學家。
- 海倫·傑羅姆·艾迪，92歲，美國女演員，心力衰竭。[152]
- S. Charles Lee，90歲，美國建築師。[153]
- 斯蒂芬·湯瑪斯，84歲，德裔美國藝術家和詩人。[154]
- 特拉維斯·韋伯，79歲，美國賽車手。
- 亨利·溫特菲爾德，88歲，德裔美國作家。

### 28日
- 約瑟夫·佩恩·布倫南，71歲，美國作家和詩人。[155]
- 蒂博爾·弗洛裡安，70歲，匈牙利棋手。
- 南希·格魯弗，58歲，美國橋牌運動員。[156]
- 彪馬·鐘斯，36歲，美國歌手，乳腺癌。
- Jan Lambrichs，74歲，荷蘭自行車賽車手。[157]
- 阿爾弗雷德·麥考伊，90歲，美國橄欖球運動員。
- 切斯利·彼得森，69歲，美國空軍軍官，二戰期間的飛行王牌。[158]
- Edward Szymkowiak，57歲，波蘭足球運動員。[159]
- 凱西·蒂布斯，60歲，美國牛仔和牛仔競技表演者，骨癌。[160]
- F. W. Winterbotham，92歲，第二次世界大戰期間的英國皇家空軍軍官和間諜。[161]

### 29日
- 斯坦·巴廷斯基，72歲，美式足球運動員。[162]
- Elise Blumann，93歲，德裔澳大利亞藝術家。[163]
- 伊爾瑪·布蘭代斯，84歲，但丁·阿利吉耶里的美國學者。[164]
- Arnaud d'Usseau，73歲，美國編劇，胃癌。[165]
- 哈德文·卡爾頓·富勒，94歲，美國政治家，美國眾議院議員（1943-1949）。

### 30日
- M. A. B. Beg，55歲，巴基斯坦裔美國理論物理學家。
- 塞韋里諾·卡納維西，79歲，義大利自行車賽車手。[166]
- 約翰·林葛蘭，90歲，瑞典滑雪運動員和奧運選手。[167]
- 若昂·烏瓦·德·馬托斯·普羅恩薩，51歲，葡萄牙外交官。

### 31日
- Muammer Aksoy，73歲，土耳其學者。
- 里卡多·博爾達洛，62歲，美國政治家和商人，自殺。
- 拉沙德·哈利法，54歲，埃及裔美國生物化學家
- 伊紮克·克林霍夫，84歲，奧地利-以色列政治家。
- 伊芙琳·杜波依斯-雷蒙德·馬庫斯，88歲，德國-巴西動物學家。
- 拉蒙·奧拉爾基亞加，91歲，西班牙足球運動員。[168]
- 撒母耳·C·菲力浦斯，68歲，美國空軍上將，癌症。[169]
- 漢斯·普茨，69歲，奧地利演員。[170]
- Hazel Marguerite Schmoll，99歲，美國植物學家。
- 迪克·威爾遜，55歲，美國奧格拉拉部落主席，腎衰竭。